# Казахстан на зимних юношеских Олимпийских играх 2012
Казахстан принимал участие в I зимних юношеских Олимпийских играх, которые состоялись 13—22 января 2012 года в Инсбруке (Австрия). Страну представляли 38 спортсменов, соревновавшихся в 10 видах спорта. По итогам Игр казахстанская сборная завоевала одну серебряную и две бронзовые награды, заняв 23-е место в неофициальном командном зачёте. Кроме того, Александр Лян завоевал бронзовую медаль в фигурном катании в составе смешанной команды.

## Медалисты
| Серебро |                   |                                                 |
| №       | Спортсмены        | Вид спорта (дисциплина)                         |
| 1       | Галина Вишневская | Биатлон (спринт, девушки)                       |
| Бронза  |                   |                                                 |
| №       | Спортсмены        | Вид спорта (дисциплина)                         |
| 1       | Галина Вишневская | Биатлон (гонка преследования, девушки)          |
| 2       | Сергей Малышев    | Лыжные гонки (10 км классическим стилем, юноши) |
| —       | Александр Лян     | Фигурное катание (смешанные команды)            |

## Биатлон
| Спортсмен                                                    | Дисциплина                   | Финал     | Финал   | Финал |
| Спортсмен                                                    | Дисциплина                   | Время     | Промахи | Место |
| ------------------------------------------------------------ | ---------------------------- | --------- | ------- | ----- |
| Руслан Бесов                                                 | Спринт, юноши                | 22:19.8   | 4       | 31    |
| Руслан Бесов                                                 | Гонка преследования, юноши   | 34:12.2   | 9       | 31    |
| Анастасия Кондратьева                                        | Спринт, девушки              | 20:36.4   | 3       | 32    |
| Анастасия Кондратьева                                        | Гонка преследования, девушки | 34:04.6   | 6       | 27    |
| Галина Вишневская                                            | Спринт, девушки              | 17:55.2   | 2       | 2     |
| Галина Вишневская                                            | Гонка преследования, девушки | 27:44.4   | 4       | 3     |
| Галина Вишневская Александра Кун Руслан Бесов Сергей Малышев | Смешанная эстафета           | 1:06:47.8 | 4+8     | 10    |

## Горнолыжный спорт
| Спортсмен       | Дисциплина                  | Финал           | Финал           | Финал           | Финал           |
| Спортсмен       | Дисциплина                  | Заезд 1         | Заезд 2         | Итого           | Место           |
| --------------- | --------------------------- | --------------- | --------------- | --------------- | --------------- |
| Руслан Сабитов  | Слалом (юноши)              | 45.55           | не финишировал  | не финишировал  | не финишировал  |
| Руслан Сабитов  | Гигантский слалом (юноши)   | 1:03.52         | 58.05           | 2:01.57         | 26              |
| Руслан Сабитов  | Супергигант (юноши)         |                 |                 | 1:10.32         | 33              |
| Руслан Сабитов  | Суперкомбинация (юноши)     | 1:07.74         | не финишировал  | не финишировал  | не финишировал  |
| Мария Григорова | Слалом (девушки)            | не финишировала | не финишировала | не финишировала | не финишировала |
| Мария Григорова | Гигантский слалом (девушки) | 1:10.94         | 1:11.75         | 2:22.69         | 40              |
| Мария Григорова | Супергигант (девушки)       |                 |                 | дисквалификация | дисквалификация |

## Конькобежный спорт
| Спортсмен            | Дисциплина           | Заезд 1 | Заезд 2 | Сумма   | Место |
| -------------------- | -------------------- | ------- | ------- | ------- | ----- |
| Дмитрий Морозов      | 500 метров, юноши    | 40.24   | DNF     | -       | -     |
| Дмитрий Морозов      | 3000 метров, юноши   |         |         | 4:22.42 | 9     |
| Дмитрий Морозов      | Масс-старт, юноши    |         |         | 7:17.55 | 11    |
| Станислав Палкин     | 500 метров, юноши    | 39.32   | 39.12   | 78.44   | 5     |
| Станислав Палкин     | Масс-старт, юноши    |         |         | 7:13.35 | 5     |
| Светлана Мальцева    | 500 метров, девушки  | 44.56   | 43.64   | 88.18   | 6     |
| Светлана Мальцева    | Масс-старт, девушки  |         |         | LAP     | LAP   |
| Елизавета Прохоренко | 1500 метров, девушки |         |         | 2:18.23 | 11    |
| Елизавета Прохоренко | 3000 метров, девушки |         |         | 5:03.31 | 11    |
| Елизавета Прохоренко | Масс-старт, девушки  |         |         | 6:23.20 | 17    |

## Лыжные гонки
| Спортсмен      | Дисциплина                        | Финал   | Финал |
| Спортсмен      | Дисциплина                        | Время   | Место |
| -------------- | --------------------------------- | ------- | ----- |
| Сергей Малышев | Юноши, 10 км, классический стиль  | 29:57.5 | 3     |
| Александра Кун | Девушки, 5 км, классический стиль | 17:11.6 | 26    |

Спринт
| Спортсмен      | Дисциплина                       | Квалификация | Квалификация | Четвертьфинал | Четвертьфинал | Полуфинал | Полуфинал | Финал     | Финал     |
| Спортсмен      | Дисциплина                       | Результат    | Место        | Результат     | Место         | Результат | Место     | Результат | Место     |
| -------------- | -------------------------------- | ------------ | ------------ | ------------- | ------------- | --------- | --------- | --------- | --------- |
| Сергей Малышев | Юноши, спринт, свободный стиль   | 1:46.77      | 12 Q         | 1:49.2        | 2 Q           | 1:57.2    | 4         | не прошёл | не прошёл |
| Александра Кун | Девушки, спринт, свободный стиль | 2:12.94      | 32           | не прошла     | не прошла     | не прошла | не прошла | не прошла | не прошла |

Смешанная эстафета
| Спортсмен                                                    | Дисциплина         | Финал     | Финал   | Финал |
| Спортсмен                                                    | Дисциплина         | Время     | Промахи | Место |
| ------------------------------------------------------------ | ------------------ | --------- | ------- | ----- |
| Галина Вишневская Александра Кун Руслан Бесов Сергей Малышев | Смешанная эстафета | 1:06:47.8 | 4+8     | 10    |

## Прыжки с трамплина
| Спортсмен     | Дисциплина | Прыжок 1   | Прыжок 1 | Прыжок 2   | Прыжок 2 | Сумма | Сумма |
| Спортсмен     | Дисциплина | Расстояние | Очки     | Расстояние | Очки     | Очки  | Место |
| ------------- | ---------- | ---------- | -------- | ---------- | -------- | ----- | ----- |
| Канат Хамитов | Юноши      | 44,0 м     | 40,9     | 39,5 м     | 31,6     | 72,5  | 23    |

## Санный спорт
| Спортсмен                          | Дисциплина        | Финал           | Финал           | Финал           | Финал           |
| Спортсмен                          | Дисциплина        | Заезд 1         | Заезд 2         | Сумма           | Место           |
| ---------------------------------- | ----------------- | --------------- | --------------- | --------------- | --------------- |
| Сергей Коржнев                     | Одиночки, юноши   | 40.236          | 40.326          | 1:20.562        | 14              |
| Станислав Мальцев Олег Фасхутдинов | Двойки, юноши     | 44.007          | 43.451          | 1:27.458        | 10              |
| Дарья Кудрявцева                   | Одиночки, девушки | не финишировала | не финишировала | не финишировала | не финишировала |

Командная эстафета
| Спортсмены                                                         | Дисциплина         | Финал  | Финал   | Финал  | Финал    | Финал |
| Спортсмены                                                         | Дисциплина         | Юноши  | Девушки | Двойки | Сумма    | Место |
| ------------------------------------------------------------------ | ------------------ | ------ | ------- | ------ | -------- | ----- |
| Дарья Кудрявцева Сергей Коржнев Станислав Мальцев Олег Фасхутдинов | Командная эстафета | 45.752 | 47.401  | 47.843 | 2:20.996 | 8     |

## Фигурное катание
| Спортсмены               | Дисциплина    | SP/OD | SP/OD | FS/FD | FS/FD | Сумма  | Сумма |
| Спортсмены               | Дисциплина    | Очки  | Место | Очки  | Место | Очки   | Место |
| ------------------------ | ------------- | ----- | ----- | ----- | ----- | ------ | ----- |
| Александр Лян            | Юноши         | 35.97 | 14    | 59.90 | 14    | 95.87  | 14    |
| Карина Узурова Ильяс Али | Танцы на льду | 43.71 | 5     | 59.06 | 6     | 102.77 | 6     |

Смешанные команды
| Спортсмены                                                                                         | Дисциплина        | Юноши     | Юноши | Юноши | Девушки   | Девушки | Девушки | Танцы на льду | Танцы на льду | Танцы на льду | Сумма | Сумма |
| Спортсмены                                                                                         | Дисциплина        | Результат | Место | Очки  | Результат | Место   | Очки    | Результат     | Место         | Очки          | Место | Очки  |
| -------------------------------------------------------------------------------------------------- | ----------------- | --------- | ----- | ----- | --------- | ------- | ------- | ------------- | ------------- | ------------- | ----- | ----- |
| Команда 6 Александр Лян (Казахстан) Пак Со Ён (Южная Корея) Эстель Элизабет/Роман Ле Гак (Франция) | Смешанная команда | 60.45     | 8     | 1     | 96.84     | 1       | 8       | 66.88         | 4             | 5             | 3     | 14    |

## Фристайл
| Спортсмен    | Дисциплина | Квалификация | Квалификация | Четвертьфинал | Полуфинал | Финал     |
| Спортсмен    | Дисциплина | Время        | Место        | Место         | Место     | Место     |
| ------------ | ---------- | ------------ | ------------ | ------------- | --------- | --------- |
| Алон Муллаев | Ски-кросс  | 1:00.82      | 17           | Не прошёл     | Не прошёл | Не прошёл |

## Хоккей с шайбой
На Игры квалифицировалась женская команда в составе: Наргиз Асимова, Малика Булембаева, Камила Каримжанова, Ботагоз Хасенова, Анастасия Крышкина, Ольга Лобова, Анастасия Матусевич, Раиса Минакова, Олеся Мироненко, Зауре Нургалиева, Жанна Нургалиева, Анастасия Огай, Акжан Оксыкбаева, Меруерт Рысбек, Асем Тулеубаева, Салтанат Урпекбаева.
Групповой этап
| М | Команда   | В | ВО | ПО | П | Ш     | ±Ш  | О  |
| - | --------- | - | -- | -- | - | ----- | --- | -- |
| 1 | Швеция    | 4 | 0  | 0  | 0 | 43-0  | +43 | 12 |
| 2 | Австрия   | 3 | 0  | 0  | 1 | 22-6  | +19 | 9  |
| 3 | Германия  | 2 | 0  | 0  | 2 | 12-16 | -4  | 6  |
| 4 | Казахстан | 1 | 0  | 0  | 3 | 3-28  | -25 | 3  |
| 5 | Словакия  | 0 | 0  | 0  | 4 | 1-31  | -30 | 0  |

| 14 января 2012 года 10:15 (UTC+1) | \| Казахстан \| 1 : 8 (0:3, 1:4, 0:1) отчёт \| Австрия \| | Тиролеан Айс Арена Зрителей: 534 Судья: Меган Малетт |
| Казахстан                         | 1 : 8 (0:3, 1:4, 0:1) отчёт                               | Австрия                                              |

| 15 января 2012 года 15:45 (UTC+1) | \| Швеция \| 17 : 0 (2:0, 10:0, 5:0) отчёт \| Казахстан \| | Тиролеан Айс Арена Зрителей: 553 Судья: Зузана Финдурова |
| Швеция                            | 17 : 0 (2:0, 10:0, 5:0) отчёт                              | Казахстан                                                |

| 17 января 2012 года 13:30 (UTC+1) | \| Словакия \| 1 : 2 (0:1, 0:0, 1:1) отчёт \| Казахстан \| | Тиролеан Айс Арена Зрителей: 359 Судья: Кайса Кетонен |
| Словакия                          | 1 : 2 (0:1, 0:0, 1:1) отчёт                                | Казахстан                                             |

| 18 января 2012 года 14:00 (UTC+1) | \| Казахстан \| 0 : 2 (0:1, 0:1, 0:0) отчёт \| Германия \| | Тиролеан Айс Арена Зрителей: 371 Судья: Зузана Финдурова |
| Казахстан                         | 0 : 2 (0:1, 0:1, 0:0) отчёт                                | Германия                                                 |

Полуфинал
| 20 января 2012 года 12:00 (UTC+1) | \| Швеция \| 11 : 0 (2:0, 5:0, 4:0) отчёт \| Казахстан \| | Тиролеан Айс Арена Зрителей: 713 Судья: Сеси Моррис |
| Швеция                            | 11 : 0 (2:0, 5:0, 4:0) отчёт                              | Казахстан                                           |

Матч за 3-е место
| 21 января 2012 года 12:30 (UTC+1) | \| Германия \| 7 : 4 (2:1, 3:1, 2:2) отчёт \| Казахстан \| | Тиролеан Айс Арена Зрителей: 789 Судья: Зузана Финдурова |
| Германия                          | 7 : 4 (2:1, 3:1, 2:2) отчёт                                | Казахстан                                                |

## Шорт-трек
| Спортсмен       | Дисциплина           | Четвертьфиналы | Четвертьфиналы | Полуфиналы | Полуфиналы | Финалы | Финалы |
| Спортсмен       | Дисциплина           | Время          | Место          | Время      | Место      | Время  | Место  |
| --------------- | -------------------- | -------------- | -------------- | ---------- | ---------- | ------ | ------ |
| Дарья Гончарова | 500 метров, девушки  | 46.452         | 3 qCD          | 48.300     | 1 qC       | 46.802 | 2      |
| Дарья Гончарова | 1000 метров, девушки | 1:37.822       | 2 Q            | 1:36.487   | 3 qB       | PEN    | PEN    |

Смешанная эстафета
| Спортсмены | Дисциплина         | Полуфиналы | Полуфиналы | Финалы | Финалы |
| Спортсмены | Дисциплина         | Время      | Место      | Время  | Место  |
| --- | ------------------ | ---------- | ---------- | ------ | ------ |
| Команда G Дарья Гончарова (Казахстан) Су Мин Ен (Южная Корея) Арианна Сигель (Италия) Доминик Андерманн (Австрия) | Смешанная эстафета | 4:22.356   | 3 qB       | PEN    | PEN    |